# Усть-Курышский сельсовет
Усть-Курышский сельсовет — упразднённая административно-территориальная единица в Ашинском районе Челябинской области Российской Федерации. Существовала в 1972—1994 годах.

## История
В 1972 году из Укского сельсовета были выделены Усть-Курышский и Сухо-Атинский сельсоветы.
В 1994 году были упразднены Усть-Курышский, Сухо-Атинские сельсоветы и их территория  вошла в Укскую администрацию.

## Состав
На 1983 год в состав входили 4 населённых пункта:33
| № | Населённый пункт | Тип населённого пункта          | Население |
| - | ---------------- | ------------------------------- | --------- |
| 1 | Усть-Курышка     | посёлок, административный центр | 389       |
| 2 | Новострой        | посёлок                         | 70        |
| 3 | Санга            | посёлок                         | 39        |
| 4 | Чувашский Пруд   | посёлок                         | 8         |

### Упразднённые населённые пункты
- Баш-Елань — посёлок. Исключен из учётных данных решением Челябинского областного Совета народных депутатов от 28.12.1982 года № 606[3].